# Scrutin indirect

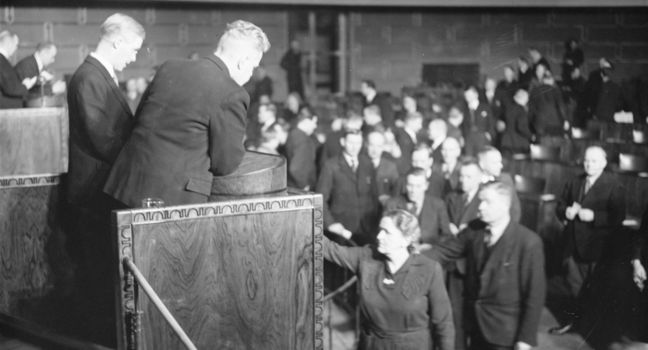
Élection en 1946 du président finlandais par le Parlement.

Le scrutin indirect est un système d'élection dans lequel les électeurs ne choisissent pas eux-mêmes la ou les personnes qu'ils souhaitent voir élues, mais élisent des personnes qui font ce choix. Ce mode de scrutin très ancien reste utilisé dans les démocraties modernes pour l'élection de nombreuses chambres hautes et de présidents.

## Exemples
Dans le cas d'élections parlementaires, le Sénat français est élu de façon indirecte par un collège de grands électeurs. Le Sénat des États-Unis était élu par les législatures de chaque État jusqu'en 1913, lorsque le XVIIe amendement instaura le scrutin direct. Le système de Westminster, selon lequel le chef du parti majoritaire à la suite d'élections parlementaires devient automatiquement Premier ministre, peut être assimilé à un mode de scrutin indirect.
De nombreuses élections présidentielles sont effectuées sur un mode indirect (Italie, Allemagne). Le cas de l'élection présidentielle américaine est particulier : le président est bien élu de façon indirecte par le collège électoral, mais les  transfuges (faithless electors) sont rares et n'ont jamais eu d'impact sur le résultat à ce jour.
Enfin, de nombreuses élections professionnelles se font sur un mode indirect.

## Critique
Dans un scrutin indirect, il existe de nombreux cas où le candidat finalement élu n'est pas celui qui a obtenu le plus de votes des électeurs de la base. Ce peut être le cas lorsque les grands électeurs ne sont pas tenus de voter pour le candidat qu'ils déclarent soutenir et qu'il y a des transfuges. C'est aussi le cas quand les grands électeurs sont élus sur une base territoriale et que les différents territoires n'ont pas un nombre de grands électeurs strictement proportionnel aux électeurs. C'est ce qui s'est passé plusieurs fois aux États-Unis et pour la dernière fois en 2016 avec l'élection du président républicain Donald Trump. C'est aussi le cas pour le Sénat français où les régions rurales sont surreprésentées parmi les sénateurs par rapport à leur population.[réf. nécessaire]